# Apasa
Apasa (en hittite : 𒀀𒉺𒊭 / Apaša) est une ville de l'ouest de l'Anatolie, la dernière capitale du royaume d'Arzawa, à l'époque d'Uhha-Ziti, un vassal de l'empire hittite de Mursili II, défait par ce dernier après une guerre difficile en 1322 av. J.-C.. La ville est communément identifiée avec le site d'Éphèse en raison d'une grande proximité phonétique entre les deux toponymes qui pourrait s'expliquer par un lien étymologique : Ephesos serait la forme hellénisée d’Apasa. La colline d'Ayasoluk a en effet livré quelques vestiges — notamment une tombe — et du matériel céramique datés du XIVe siècle av. J.-C. qui confirment l'existence d'un établissement antérieur à la ville grecque archaïque. Le fait que l'inscription de Karabel, rédigée par un roi de Mira-Kuwaliya, un des royaumes successeurs de l'Arzawa au XIIIe siècle av. J.-C., se trouve dans l'arrière-pays d'Éphèse, indique qu'il est probable que l'Arzawa se soit étendu jusqu'à la mer Égée, et qu'il ait donc inclut le territoire autour d'Éphèse. 